# Рамульт (герб)
Рамульт (пол. Ramułt, Ramult, Stoice) — польский дворянский герб.

## Описание
Состоит из пяти белых роз, крестообразно в красном поле расположенных. Нашлемник из павлиньих перьев. Думают, что это знамя принесено из Франции в Польшу в XII веке.

## Герб используют
Bąbek, Bombek, Czelatycki, Czermieński, Czermiński, Kosienie, Krzecieski, Krzęciewski, Łagiewnicki, Łążyński, Łosiński, Łośmiński, Mlekicki, Penski, Pęski, Pierściński, Pierzciński, Pierzyński, Ramult, Ramułt, Ramuld, Wiśniewski, Wytręba, Zabłocki